# 아웨일

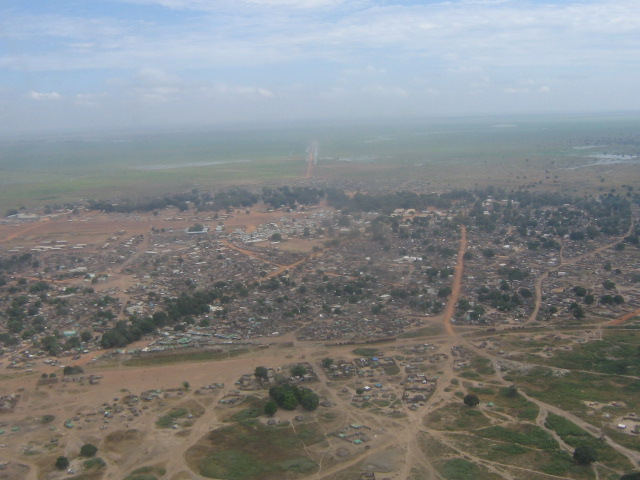
아웨일

아웨일(Aweil)은 남수단 북서부 바르알가잘 지방의 도시로 아웨일 주(행정 구역 개편 이전에는 북바르알가잘 주)의 주도이며 높이는 425m, 인구는 33,537명(2010년 기준)이다. 남수단의 수도인 주바에서 북서쪽으로 약 800km 정도 떨어진 곳에 위치하며 수단 국경과 가까운 편이다.

## 같이 보기
- 아웨일주